# Susanne Wittekind
Susanne Wittekind (* 1964 in Hamburg) ist eine deutsche Kunsthistorikerin und Professorin am Kunsthistorischen Institut der Universität zu Köln.

## Leben
Wittekind studierte von 1984 bis 1989 Kunstgeschichte, Geschichte und Philosophie in Tübingen und an der LMU München. Ihr Studium wurde durch die Studienstiftung des deutschen Volkes gefördert. 1992 war sie Promotionsstipendiatin des Hamburger Graduiertenkollegs „Politische Ikonographie“ und der Studienstiftung des deutschen Volkes; 1993 promovierte sie in München mit einer Dissertation über illuminierte Psalmenkommentarhandschriften. 1993–1997 war sie Post-Doc-Stipendiatin an der Universität Münster und habilitierte sich 1999 in München mit der Schrift „Altar, Reliquiar, Retabel - Kunst der Liturgie im Mittelalter. Benediktinische Reform in den Kunststiftungen des Abtes Wibald von Stablo“. Seit 2002 ist Wittekind Professorin für Kunstgeschichte an der Universität zu Köln.
Ihre Forschungsschwerpunkte sind u. a. Kunst und Liturgie, Illuminierte mittelalterliche Rechtshandschriften und Urkunden, Handschriften und ihre Einbände, Mittelalterliche Buchmalerei und Schatzkunst, (mittelalterliche) Kunst Spaniens, Medien des Heiligenkults, Objektgeschichten und Reframing, Text-Bild-Forschung und Deutsche Malerei des 19. Jahrhunderts.

## Publikationen (Auswahl)

### Monographien
- Altar – Reliquiar – Retabel. Kunst und Liturgie bei Wibald von Stablo. Köln 2004. (Rezension[3]).
- Kommentar mit Bildern. Zur Ausstattung mittelalterlicher Psalmenkommentare und Verwendung der Davidgeschichte in Texten und Bildern am Beispiel des Psalmenkommentars des Petrus Lombardus (Bamberg, Staatsbibliothek, Msc. Bibl.59). Frankfurt/ Berlin 1994.

### Herausgeberin
- mit Sabine von Heusinger: Die materielle Kultur der Stadt in Spätmittelalter und Früher Neuzeit (Städteforschung A/100). Wien/Köln/Weimar 2019.
- mit Stefanie Seeberg: ‘Reframing’ in Mittelalter und Früher Neuzeit (Zeitschrift für Kunstgeschichte Bd. 80 Heft 2, 2017).
- Romanik (= Geschichte der bildenden Kunst in Deutschland 2). München 2009, ISBN 978-3-7913-3119-5.
- mit Kristin Böse: AusBILDung des Rechts. Frankfurt 2009.
- mit Dietrich Boschung: Persistenz und Rezeption. Weiterverwendung, Wiederverwendung und Neuinterpretation antiker Werke im Mittelalter (= ZAKMIRA-Schriften 6). Wiesbaden 2008.

### Aufsätze
- Shifting Frames – The Mutuable Iconography of Canon Tables. In. Alessandro Bausi u. a. (Hrsg.): Canones. The Art of Harmony (= Studies in Manuscript Cultures 18). Berlin 2020, S. 209–249.
- Hinter der Hochaltar. Nutzungskonzepte vor und nach der Einführung von Altarretabeln. In: Jochen Sander u. a. (Hrsg.): Aus der Nähe betrachtet. Bilder am Hochaltar und ihre Funktionen im Mittelalter. Berlin 2016, S. 23–37.
- Orte der Zeit – Form, Funktion und Kontext von Kalenderbildern im Mittelalter. In: Thierry Greub (Hrsg.): Das Bild der Jahreszeiten im Wandel der Kulturen und Zeiten (= Morphomata 7). München 2013, S. 197–123.
- Bild – Text – Gesang. Überlegungen zum Prümer Tropar-Sequentiar (Paris, Bibliothèque nationale, Ms. lat. 9448). In: Barbara Schellewald, Karin Krause (Hg.): Bild und Text im Mittelalter (= sensus – Studien zur mittelalterlichen Kunst 2). Köln u. a. 2011, S. 99–124.
- Eingeschrieben ins ewige Gedächtnis. Überlegungen zur Funktion von Schriftverwendung an mittelalterlichen Kunstwerken. In: Dietrich Boschung, Hansgerd Hellenkemper (Hrsg.): Kosmos der Zeichen. Schriftbild und Bildformel in Antike und Mittelalter (= ZAKMIRA-Schriften 5). Wiesbaden 2005, S. 187–210.
- Caput et corpus. Die Bedeutung der Sockel von Kopfreliquiare. In: Bruno Reudenbach (Hrsg.): Reliquiare im Mittelalter (= Hamburger Forschungen zur Kunstgeschichte 5). Berlin 2005, S. 107–135.
- Die Illustrationen von Augustinustexten im Mittelalter. In: Wilhelm Geerlings, Christian Schulze (Hrsg.): Der Kommentar in Antike und Mittelalter, Bd. 2. Leiden 2003, S. 101–127.
- Heiligenviten und Reliquienschmuck im 12. Jahrhundert. Eine Studie zum Deutzer Heribertschrein. In: Wallraf-Richartz-Jahrbuch 59 (1998), S. 7–28.